# یواس‌اس اسکورپیون (اس‌اس-۲۷۸)
یواس‌اس اسکورپیون (اس‌اس-۲۷۸) (به انگلیسی: USS Scorpion (SS-278)) یک زیردریایی است که طول آن ۳۱۱ فوت ۹ اینچ (۹۵٫۰۲ متر) می‌باشد. این زیردریایی در سال ۱۹۴۲ ساخته شد.